# تعميم (تعليم)

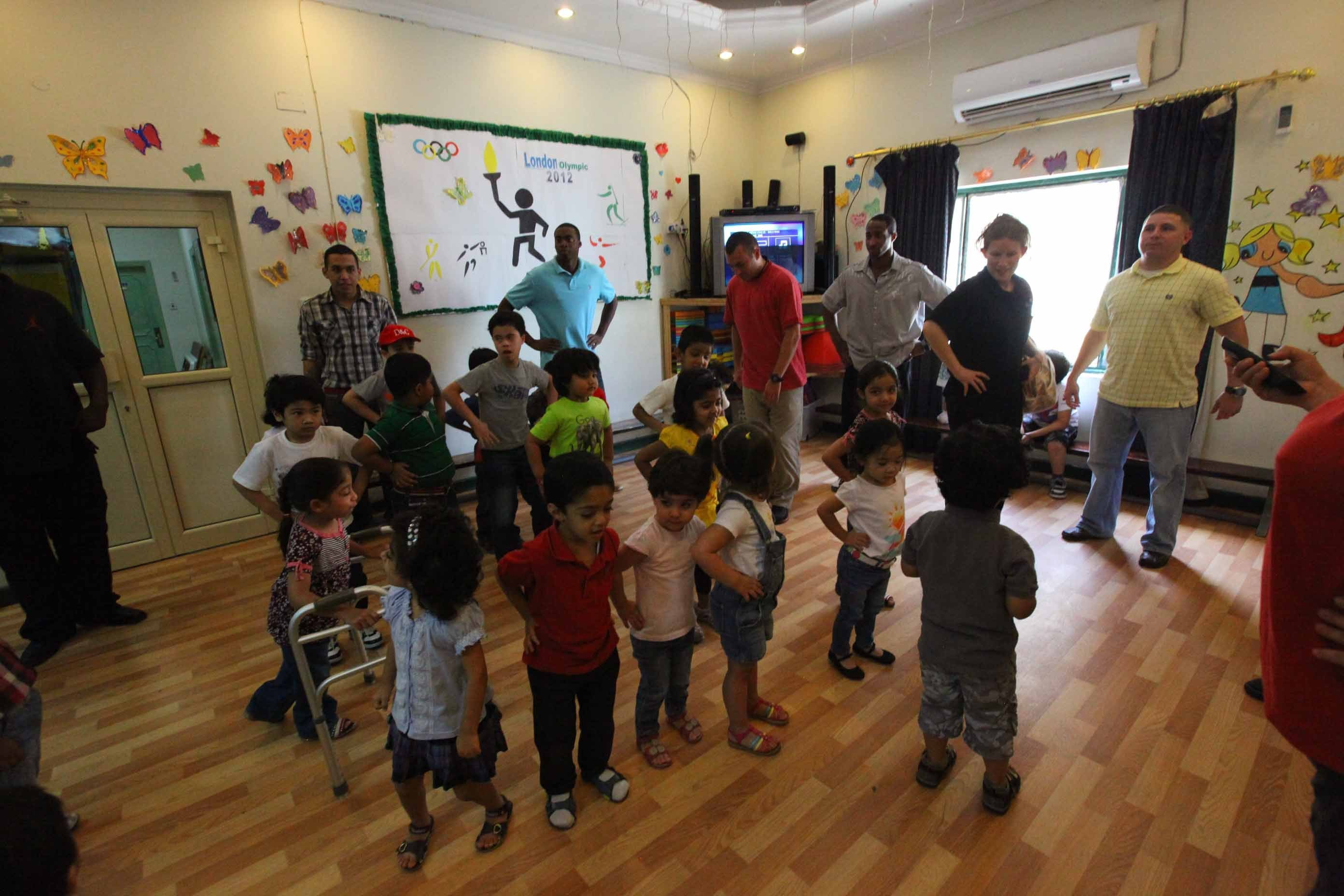

يشير مصطلح التعميم، في سياق التعليم، إلى تعليم الطلاب ذوي الاحتياجات الخاصة في الفصول الدراسية العادية أثناء فترة محددة بناءً على مهاراتهم. وهذا يعني دمج الفصول الدراسية العادية مع فصول التعليم الخاص. وتعتقد المدارس التي تطبق التعميم بأن الطلاب ذوو الاحتياجات الخاصة الذين لا يمكنهم التجاوب في الفصول الدراسية العادية إلى حدٍ ما «ينتمون» إلى بيئة التعليم الخاص.
يطلق عادةً على الفصل الدراسي الخاص «فصل دراسي مستقل أو غرفة المصادر», وله أهمية بالغة لدى الطلاب ذوي الاحتياجات الخاصة. ويتفاعل الطلاب بشكل شخصي مع مدرسي الاحتياجات الخاصة، بحيث تتم معالجة أية حاجة إلى الإصلاح أثناء اليوم المدرسي. وقد أيد العديد من الباحثين والمعلمين والآباء أهمية هذه الفصول الدراسية بين البيئات السياسية التي تفضل إقصائهم.
ويؤكد المدافعون عن التعميم والفلسفة ذات الصلة بنظرية التضمين التعليمي على أن تعليم الأطفال ذوي الاحتياجات الخاصة مع أقرانهم الطبيعيين يعزز من استيعابهم وتسامحهم، وكذلك إعداد الطلاب الطبيعيين بشكل أفضل للتعامل في عالمهم الواسع الذي يتجاوز حدود المدرسة.

## المزايا
الفوائد التي تعود على الطلاب ذوي الاحتياجات الخاصة: يُعتقد بأن تعليم الأطفال ذوي الاحتياجات الخاصة مع أقرانهم الطبيعيين يؤدي إلى تيسير عملية توفير المنهج الدراسي وتدريسه للطلاب ذوي الاحتياجات الخاصة. وأظهرت الدراسات أن الطلاب ذوي الاحتياجات الخاصة ممن خضعوا للتعميم قد حققوا:
- إنجازًا أكاديميًا أعلى: ثبت أن نظرية التعميم أكثر فاعلية من الناحية الأكاديمية عن ممارسات الاستبعاد.[5] فعلى سبيل المثال، اكتشف المركز الوطني لبحوث صعوبات التعلم أن معدلات التخرج لجميع الطلاب ذوي الاحتياجات الخاصة في الولايات المتحدة قد ارتفعت بنسبة 14% بين عامي 1984 و1997، وذلك على الرغم من أن التقرير لم يميز بين الطلاب الذين تم تسجيلهم في برامج التعميم أو برامج الاستبعاد أو برامج الفصل.[6] وقد أظهر توفير غرفة المصادر للتدريس المباشر فاعلية أكبر في تنمية المهارات الأكاديمية لدى الطلاب ومن ثَم تنمية الإمكانيات التي يكتسبها الطلاب في بيئة التعليم العادية.[7] ومقارنةً بوضع الدوام الكامل في فصل دراسي خاص أو مدرسة خاصة، اتضح أن وضع الدوام الجزئي والدوام الكامل في الفصول العادية يعمل علة تحسين التقدم الأكاديمي لدى الطلاب الذين يعانون من إعاقات أكاديمية متوسطة، وكذلك تحسين سلوكهم على المدى الطويل.[8]
- مستويات أعلى من احترام الذات: فمن خلال تضمينهم في بيئة تعليمية منتظمة، أظهر الطلاب ذوو الاحتياجات الخاصة ثقة أكبر، كما أظهروا صفات مرتفعة من الكفاءة الذاتية. وقد طُلب من جميع الطلاب في كاليفورنيا ممن ذهبوا إلى مدرسة مختلفة قبل حضور برنامج التعميم، كتابة تقييم حول مدرستهم القديمة مقارنةً ببرنامج التضمين. وقد أظهرت التقييمات أن نسبة 96% من جميع الطلاب ذوي الاحتياجات الخاصة يشعرون بثقة أكبر، بينما اعتقد 3% منهم أنهم خضعوا للتجربة ذاتها كطلاب مستبعدين، بينما شعر 1% أن احترامهم لذاتهم قد انخفضت. وبشكلٍ عام، شعر الطلاب بأنهم متساوون مع أقرانهم كما شعروا بأنهم بحقهم في المعاملة المتساوية دون أي تمييز.[9]
- مهارات اجتماعية أفضل: تتيح جميع أنواع ممارسات التضمين، بما في ذلك التعميم، للطلاب ذوي الاحتياجات الخاصة اكتساب مهارات اجتماعية من خلال الملاحظة وتطوير مستوى أفضل من استيعاب العالم من حولهم، وأن يصبحوا جزءًا لا يتجزأ من المجتمع «العادي». ويعتبر التعميم أمرًا ذا فائدة خاصة للأطفال المصابين بالتوحد واضطراب الحركة المفرطة وقصور الانتباه (ADHD). فمن خلال تفاعل الأطفال المصابين بالتوحد مع أطفال طبيعيين من نفس فئتهم العمرية، ثبت بالمشاهدة أن احتمال دخولهم في علاقات اجتماعية خارج إطار الفصل الدراسي تزداد بمعدل ستة أضعاف.[10] ونظرًا لأن الأطفال المصابين باضطرابات طيف التوحد قد قيدوا الاهتمامات ومواطن الشذوذ في التواصل والتفاعل الاجتماعي بشكل كبير،[11] قد يكون التفاعل المتزايد مع الأطفال الأسوياء أمرًا مفيدًا لهم. وقد أظهرت دراسة مماثلة في عام 1999 أن الأطفال المصابين بمتلازمة داون كانوا أكثر ميلاً للتفاعل مع الأشخاص الآخرين بمعدل ثلاثة أضعاف.

كما يفيد أسلوب التعميم الأطفال الآخرين. فهو يفتح الباب أمام التواصل بين هؤلاء الطلاب ذوي الاحتياجات الخاصة وأقرانهم. فإذا تم تضمينهم في أنشطة الفصل المدرسي، فسيصبح جميع الطلاب أكثر حساسية لكون هؤلاء الطلاب في حاجة إلى المزيد من المساعدة.
فوائد التي تعود على لطلاب الطبيعيين: يعتقد الكثيرون أن تعليم الأطفال الطبيعيين والأطفال ذوي الاحتياجات الخاصة معًا يوفر مناخًا من الاستيعاب والتسامح يعمل على إعداد الطلاب الطبيعيين للتعامل مع العالم من حولهم خارج إطار المدرسة بشكل أفضل. فقد حقق الطلاب الطبيعيون المشاركون في برنامج التضمين الفعلي نتائج متزايدة من الإدراك الذاتي والتسامح والثقة بالنفس واستيعاب أكبر للأشخاص الآخرين. كما سجل الطلاب أهمية برنامج التضمين نظرًا لأنه يؤهلهم للتعامل مع إعاقتهم في حياتهم الخاصة. وتنسب عادةً الجوانب الإيجابية لبرنامج التضمين إلى نظرية التواصل. وتؤكد نظرية التواصل على مدى تأثير التفاعل المتكرر والبناء والسار بين الأشخاص المختلفين في إحداث تغييرات في السلوك.

## العيوب
على الرغم من الفوائد الثابتة لنظرية التعميم في التعليم، إلا أن هذا النظام به بعض العيوب.
تغيير التعليم الأكاديمي للطلاب الطبيعيين: تتمثل أحد العيوب المحتملة للتعميم في أن الطلاب المشاركين في التعميم قد يحتاجون إلى اهتمام أكبر من المعلم عن الطلاب الطبيعيين في الفصل العام. ويمكن كذلك سلب الوقت والاهتمام من باقي الفصل لتلبية احتياجات طالب واحد من ذوي الاحتياجات الخاصة. ويستند التأثير الذي يقع على الطالب الذي خضع للتعميم في فصل دراسي بأكمله بشكل كبير على الإعاقات الخاصة المعنية والموارد المتاحة لدعمه. وفي العديد من الحالات، يمكن تخفيف هذه المشكلة من خلال وضع وسائل مساعدة في الفصل المدرسي لمساعدة الأطفال ذوي الاحتياجات الخاصة، وذلك على الرغم من أن هذا الأمر يزيد من التكلفة المرتبطة بتعليم هذا الطفل. وقد يؤدي هذا الأمر إلى تراجع الطلاب ذوي الاحتياجات الخاصة بالإضافة إلى انخفاض إنتاجية الفصل المدرسي ككل.

## وصلات خارجية
- Wall Street Journal "Parents of Disabled Students Push for Separate Classes"
- Special education. (2002). Retrieved Nov. 26, 2005.
- History of idea. (n.d.). Retrieved Nov. 26, 2005.
- Legal requirements. (n.d.). Retrieved Nov. 26, 2005.
- Niolon, R. (2004). School report #3. Retrieved Nov. 26, 2005.
- The special education expenditure project. (2005). Retrieved Nov. 28, 2005.